# Paul Mazursky
Irwin Lawrence "Paul" Mazursky (Nova York, 25 d'abril de 1930 – Los Angeles, 1 de juliol de 2014) va ser un director de cinema i actor estatunidenc.

## Biografia
Els seus pares van ser David, un treballador de WPA, i Jean Mazursky, una intèrpret de piano en escoles de ball. Els seus avis, de religió jueva, provenien d'Ucraïna. Va realitzar els seus estudis en el Thomas Jefferson High School Brooklyn' i en el 'Brooklyn College' en el qual es va graduar el 1951.
El seu debut cinematogràfic va ser com a actor al film de Stanley Kubrick Fear and Desire on va canviar el seu nom a Paul, apareixent posteriorment en el rol de delinqüent juvenil al film de Richard Brooks Llavor de maldat .
Va orientar la seva carrera a l'escriptura de guions, aconseguint un treball en el popular programa de TV 'The Danny Kaye Show' el 1963.
El seu debut com a guionista de cinema va ser al film de Hy Averback I Love You, Alice B. Toklas , amb Peter Sellers. L'any següent va dirigir la seva primera pel·lícula Bob, Carol, Ted i Alice  iniciant la seva carrera com a director que es va estendre a través de les dècades de 1970, 1980, 1990 i 2000. Les seves pel·lícules són majorment satíriques i tragicòmiques.
Tanmateix, no va abandonar la seva carrera com a actor, apareixent també en nombroses sèries de televisió i films (alguns de dirigits per ell mateix).
En la dècada de 2000 va participar en dos episodis de la sèrie  Els Soprano , en el rol de Sunshine'.
Estava casat amb l'actriu Betsy Mazursky amb qui va tenir dues filles: Jill i Meg.

## Filmografia

### Director
- 1969: Bob, Carol, Ted i Alice amb Robert Culp, Natalie Wood, Elliott Gould i Dyan Cannon
- 1970: Alex in Wonderland amb Donald Sutherland i Ellen Burstyn
- 1973: Blume in love amb George Segal, Kris Kristofferson i Shelley Winters
- 1974: Harry and Tonto amb Art Carney i Cliff De Young
- 1976: Next Stop, Greenwich Village amb Shelley Winters i Ellen Greene
- 1978: Una dona separada (An Unmarried Woman) amb Jill Clayburgh i Alan Bates
- 1980: Willie & Phil amb Michael Ontkean, Margot Kidder, Ray Sharkey
- 1982: Tempest amb John Cassavetes, Gena Rowlands, Susan Sarandon i Vittorio Gassman
- 1984: Moscou-Nova York (Moscow on the Hudson) amb Robin Williams i Maria Conchita Alonso
- 1986: Down and out in Beverly Hills amb Nick Nolte, Bette Midler, Richard Dreyfuss, Michael Voletti
- 1988: Moon over Parador amb Richard Dreyfuss, Raul Julia, Sonia Braga i Fernando Rey
- 1989: Enemies: A Love Story amb Ron Silver i Angelica Huston
- 1991: Scenes from a Mall amb Woody Allen i Bette Midler
- 1993: El cogombre (The Pickle) amb Danny Aiello, Dyan Cannon i Clotilde Courau
- 1996: Fidelment teva (Faithful) amb Cher, Ryan O'Neal i Chazz Palminteri

### Actor
- 1953: Fear and Desire, de Stanley Kubrick
- 1955: La jungla de les pissarres (Blackboard Jungle), de Richard Brooks
- 1969: Bob, Carol, Ted i Alice (Bob and Carol and Ted and Alice), de Paul Mazursky
- 1985: Into the night, de John Landis
- 1991: Scenes from a Mall, de Paul Mazursky
- 1992: Ella no diu mai que no (Man Trouble)
- 1994: Carlito's Way, de Brian De Palma
- 1994: Love affair, de Glenn Gordon Caron
- 1996: Faithful, de Paul Mazursky
- 2006: I Want Someone To Eat Cheese With de Jeff Garlin: Charlie Perlman

## Premis i nominacions

### Nominacions
- 1964: Primetime Emmy al millor guió de varietats per The Danny Kaye Show
- 1966: Primetime Emmy al millor guió de varietats per The Danny Kaye Show
- 1970: Oscar al millor guió original per Bob, Carol, Ted i Alice
- 1971: BAFTA al millor guió per Bob & Carol & Ted & Alice
- 1975: Oscar al millor guió original per Harry and Tonto
- 1976: Palma d'Or per Next Stop, Greenwich Village
- 1978: Palma d'Or per An Unmarried Woman
- 1979: Oscar a la millor pel·lícula per An Unmarried Woman
- 1979: Oscar al millor guió original per An Unmarried Woman
- 1979: Globus d'Or al millor director per An Unmarried Woman
- 1979: Globus d'Or al millor guió per An Unmarried Woman
- 1982: Lleó d'Or per Tempest
- 1990: Oscar al millor guió adaptat per Enemies: A Love Story
- 1996: Os d'Or per Faithful